# Asbolopsyche parasordida
Asbolopsyche parasordida is een vlinder uit de familie spinneruilen (Erebidae). De wetenschappelijke naam van deze soort werd voor het eerst voorgesteld als Phryganopsis parasordida door Lars Kühne in een publicatie uit 2007.
De soort komt voor in Kenia.